# Лисенко Василь Олександрович
Василь Олександрович Лисенко (7 серпня 1927, с. Нова Басань Бобровицького району Чернігівської області — 21 листопада 2016, Київ, Україна) — український прозаїк. Член Національної Спілки Письменників України з 1971. Батько поета Юрка Позаяка.

## З життєпису
Закінчив філологічний факультет Київського університету.
У 1956 – 1962 роках Василь Лисенко працював у редакції журналу «Зміна».
У 1962 – 1979 роках  — був старшим редактором головної редакції інформації в Українському радіокомітеті в Києві. 
Від 1979 року Василь Лисенко займається творчістю. Основна тематика його творів — героїчна історія українського народу, зокрема у роки Другої світової війни, виховання патріотизму, любові до України та її народу, почуття національної гідності. 
На основі народних переказів і легенд про Т. Шевченка створив низку художніх розповідей для дітей, вміщених у збірці «Легенди про Тараса» (2004).
Автор книжок: «Легенди про Тараса» (2004), «Поліська легенда» (1978; 1991), «Розповідають борці революції», «Господарі своєї долі», «Легенди рідного краю» (1969, 1997), «Таємниця зоряної кімнати», «Наказ лейтенанта Вершини» (1984), «Татарський острів» (1987).
Учасник війни, нагороджений медалями.